# Соблазнитель
«Соблазнитель» (нем.  Kokowääh, от фр. Coq au vin — Петух в вине) — немецкая комедия режиссёра Тиля Швайгера. Премьера в России прошла 8 сентября 2011 года.

## Сюжет
Генри — сценарист, переживающий творческий кризис. В один день ему поступает предложение написать сценарий фильма по роману своей бывшей подруги Катарины, которую он до сих пор любит. Он получает вторую попытку, но в тот же день в его дверь с письмом стучится восьмилетняя Магдалена. Из письма следует, что Магдалена — дочь Генри, а так как у её матери возникли большие сложности на работе, девочка пока поживёт у отца. Генри приходится лавировать между двумя дорогими ему женщинами, учиться быть отцом и впервые осознать, что значит ответственность.

## В ролях
- Тиль Швайгер — Генри
- Эмма Швайгер — Магдалена
- Жасмин Джерат — Катарина
- Самуэль Финци — Тристан
- Нуман Акар — работник
- Мерет Беккер — Шарлотта

## Саундтрек
- Angels & Airwaves — Epic Holiday (04:35)
- Martin Todsharow — Wings (02:40)
- Daniel Nitt — Falling (03:23)
- Dirk Reichardt, Mirko Schaffer — Little Child (01:59)
- Hurts — Stay (03:34)
- Martin Todsharow — Rise (03:16)
- Amy Macdonald — Your Time Will Come (03:27)
- Martin Todsharow — Memories (01:59)
- Dirk Reichardt, Mirko Schaffer — Yesterday (01:40)
- Martin Todsharow — Awakening (02:03)
- M83 — We Own The Sky (04:58)
- Dirk Reichardt & Mirko Schaffe — Until July (02:07)
- The National — Sorrow (03:20)
- Dirk Reichardt & Mirko Schaffe — Circles (02:06)
- White Apple Tree — Snowflakes (03:55)
- Dirk Reichardt & Mirko Schaffe — How Does It Feel (02:38)
- OneRepublic — Say (All I Need) (03:41)
- Dirk Reichardt & Mirko Schaffe — Responsibility (02:12)
- Eskju Divine — Grace (03:01)
- Natalie Imbruglia — Torn (04:00)
- Dirk Reichardt, Mirko Schaffer — Where Do You Go (02:21)
- Martin Todsharow — The Italian (01:13)
- The Script — Breakeven (04:17)
- White Apple Tree — Snowflakes (Original Chord Remix By F. Gharadjedaghi & R. Zenker) (03:32)
- Daniel Nitt — Falling (Paul Van Dyk Remix) (05:30)
- Hurts — Affair (06:14)
- Eskju Divine — Put Your Arms Around Me (04:42)
- Unkle Bob — Brighter (03:08)
- OneRepublic — Lullaby (04:18)
- White Apple Tree — Snowflakes (Club Remix Extended by F. Gharadjedaghi & R. Zenker) (05:31)
- Daniel Nitt — Falling (Paul van Dyk Remix Extended) (07:56)
- Martin Todsharow — Wings (Roots Remix) (04:22)
- Dirk Reichardt, Mirko Schaffer — School’s Out (04:22)
- Dirk Reichardt, Mirko Schaffer — Dreams (02:26)
- Dirk Reichardt, Mirko Schaffer — Shadows (02:02)
- Dirk Reichardt, Mirko Schaffer — Storms (02:36)
- Dirk Reichardt, Mirko Schaffer — Teardrops (02:42)
- Dirk Reichardt, Mirko Schaffer — Your Hand In Mine (03:11)
- Hurts — Stay (Groove Armada Remix / Radio Edit) (05:24)
- White Apple Tree — Snowflakes (Club Remix Short By F. Gharadjedaghi & R. Zenker) (03:26)
- Martin Todsharow — Breath / Rob’s Theme (02:54)
- OneRepublic — Stop And Stare (03:45)